# Дюришин Диониз
Диониз Дюришин (словац. Dionýz Ďurišin; 16 октября 1929 Bышна Едлёва — 26 января 1997 Братислава) — выдающийся словацкий литературный теоретик и компаративист мирового уровня. Он работал в традиции чешской и словацкой школ сравнительного литературоведения.

## Биография
Диониз Дюришин родился 16 октября 1929 года в деревне Вышна Ядлова в семье украинского греко-католического священника. В начальной школе он учился в деревне Чичава [Čičavа]. В 1948 году он закончил Государственную русскую гимназию в городе Прешов. Он продолжал учёбу в Университете имени Коменского в Братиславе, изучая словацкий и русский языки. После окончания университета в 1952—1959 годах он читал лекции в Педагогическом университете в Братиславе. В 1959—1960 годах он работал в управлении сельского хозяйства, и в 1960—1964 годах он работал научным сотрудником в Словацкой академии наук. Затем он перешёл в Институт мировой литературы и языка Словацкой академии наук. В 1973 году он стал членом Института литературы Словацкой академии наук, затем опять перешёл в Институт мировой литературы и языка Словацкой академии наук, где он работал до конца своей жизни. С 1974 года Дюришин одновременно читал лекции и в Педагогическом университете в Трнаве. В 1965—1970 годах был редактором научного журнала «Slavica Slovaca». Диониз Дюришин умер 26 января 1997 года в Братиславе.

## Профессиональная деятельность
Начало его работы связано с преподавательской деятельностью в университете. В этот период он написал двухтомный учебник «Избранные главы из русской литературы» [словацк. Vybrané kapitoly z ruskej literatúry] (1954, 1955).
Позже, когда он работал исследователем в Словацкой академии наук, он сосредоточился на сравнительном изучении литературных отношений между словацкой и русской литературами, а затем и между литературами других народов. Первым результатом стала книга «Словацкий реалистический рассказ и Н. В. Гоголь» [словацк. Slovenská realistická poviedka a N. V. Gogoľ] (1966), в которой он анализировал литературное восприятие произведений русских писателей в произведениях словацких писателей.
В следующей монографии «Проблемы сравнительного литературоведения» [словацк. Problémy literárnej komparatistiky] (1967) он уточнил теоретическую систему компаративистики, также доработал понятие сравнения и интерпретировал его как стабильную часть литературоведения.
В своей работе «Из истории и теории сравнительного литературоведения» [словацк. Z dejín a teórie literárnej komparatistiky] (1971) он доработал предыдущие результаты своих исследований, особенно в методологической области.
Методологические аспекты сравнительного изучения литературы с точки зрения жанра, стиля и художественного перевода разработаны в «Теории сравнительного изучения литературы» [словацк. Teória literárnej komparatistiky] (1975) и в книге «Об отношениях в литературе: стиль, жанр, перевод» [словацк. O literárnych vzťahoch: sloh, druh preklad] (1976).
«История словацкой литературной компаративистики» [словацк. Dejiny slovenskej literárnej komparatistiky] (1979) — монография, которая синтезирует тенденции развития этого метода литературных исследований в Словакии. Далее следует издание: «Библиография словацкой литературной компаративистики» [словацк. Bibliografia slovenskej literárnej komparatistiky] (1980).
После завершения этих теоретических усилий и создания системы сравнительного изучения литературы он расширил свою исследовательскую деятельность на межлитературный аспект в монографиях «Теория межлитературного процесса» [словацк. Teória medziliterárneho procesu] (1987), «Диалоги и размышления о межлитературности» [словацк. Dialógy a reflexie o medziliterárnosti] (1988) в двуязычной словацко-русской международной публикации «Систематика межлитературного процесса» [словацк. Systematika medziliterárneho procesu] (1988), а также в коллективном проекте «Специальные межлитературное сообщества» [словацк. Osobitné medziliterárne spoločenstvá] (1987—1993), в котором был гарантом и руководителем коллектива авторов. Эта работа является завершением теоретической разработки интерпретации принципов межлитературного процесса и межлитературности как особого подхода к изучению истории литературы. Особенно шестая глава «Специальное межлитературное сообщество 6. Термины и принципы» [словацк. Osobitné medziliterárne spoločenstvá 6. Pojmy a princípy] (1993) формулирует первоначальные концепции такой отрасли литературоведения, которая до сих пор не подвергалась систематическому анализу.
Термин мировой литературы Дюришин попытался определить с точки зрения предыдущих сравнительных исследований в монографии «Что такое мировая литература» [словацк. Čo je svetová literatúra] (1992). После этих книг следует публикация «Mировая литература пером и долотом» [словацк. Svetová literatúra perom a dlátom] (1993), которая является первой попыткой найти общий знаменатель ответа на вопрос: Что такое мировая литература? Дюришин подчеркивал концепцию межлитературных отношений, на которых базировалось его исследованиe в области изучения зарубежных литератур и последующая систематизация отдельных литературно-исторических единиц.
«Теория межлитературного процесса» [словацк. Teória medziliterárneho procesu] (1995) является результатом многолетних попыток автора кодифицировать законы литературной науки — теории и истории литературы и частично литературной критики. Автор утверждает, что теория межлитературного процесса или межлитературности обогащает литературоведение, особенно историю литературы, охватывая пространство от национальной литературы до мировой литературы. Так как в названии труда указан первый номер тома, речь шла не о последнем выпуске. К сожалению, внезапная смерть Дионизу Дюпишину не позволила продолжить работу.

## Восприятие в мире
Исследовательская работа Диониза Дюришина вызвала большой интерес у иностранных литературоведов. Его работы были опубликованы отдельно или в журналах в нескольких зарубежных изданиях на немецком, английском, венгерском, русском, македонском, сербском и других языках. Профессор Дюришин сотрудничал с десятками литературоведов по всему миру. Нет никаких сомнений в том, что работа Диониза Дюришина важна для истории компаративистики и теории перевода во всем мире.

## Список произведений
- Vybrané kapitoly z ruskej literatúry (1954, 1955) [Избранные главы из русской литературы]
- Slovenská realistická poviedka a N. V. Gogoľ (1966) [Словацкий реалистический рассказ и Н. В. Гоголь]
- Problémy literárnej komparatistiky (1967) [Проблемы сравнительного литературоведения]
- Z dejín a teórie literárnej komparatistiky (1971) [Из истории и теории сравнительного литературоведения]
- Теория сравнительного изучения литературы [Teória literárnej komparatistiky] (1975)
- O literárnych vzťahoch: sloh, druh, preklad (1976) [Об отношениях в литературе: стиль, жанр, перевод]
- Dejiny slovenskej literárnej komparatistiky (1979) [История словацкой литературной компаративистики]
- Bibliografia slovenskej literárnej komparatistiky (1980) [Библиография словацкой литературной компаративистики]
- Teória medziliterárneho procesu (1987) [Теория межлитературного процесса]
- Dialógy a reflexie o medziliterárnosti (1988) [Диалоги и размышления о межлитературности]
- Systematika medziliterárneho procesu (1988) [Системaтика межлитературного процесса]
- Osobitné medziliterárne spoločenstvá (1987—1993) [Специальные межлитературное сообщества] — коллективный проект
- Čo je svetová literatúra (1992) [Что такое мировая литература]
- Svetová literatúra perom a dlátom (1993) [Mировая литература пером и долотом]
- Teória medziliterárneho procesu (1995) [Теория межлитературного процесса]
- публикация Medziliterárny centrizmus stredoeurópskych literatúr (1998) [Межлитературный центри

зм центральноевропейских литератур]

## Монографии и исследования об авторе
- POSPÍŠIL, Ivo: Dionýz Ďurišin a Andrej Červeňák v súvislostiach slovensko-českých vzťahov. In: Slovenské pohľady, roč. IV. + 134, 2018, č. 1, s. 34 — 42.
- MATEJOV, Radoslav: Veda, lepšia ako román… (Dobrodružstvo bádania. O živote a diele Dionýza Ďurišina). In: Knižná revue, roč. XIII, 17. 9. 2003, č. 19, s. 3.